# Pulo Sarok
Pulau Sarok is een bestuurslaag in het regentschap Aceh Singkil van de provincie Atjeh, Indonesië. Pulau Sarok telt 3618 inwoners (volkstelling 2010).